# Suseł krótkoogonowy
Suseł krótkoogonowy (Spermophilus brevicauda) – gryzoń z rodziny wiewiórkowatych, zamieszkujący tereny Kazachstanu i północnych części regionu autonomicznego Sinciang w Chinach.
Ciało susła krótkoogonowego osiąga długość 16,5–21 cm, przy jego masie do 440 g. Suseł ten ma krótki ogonem o długości od 3 do 55 cm. Sierść w kolorze ochrowo-brązowym z jaśniejszymi plamami. Tylne łapy są rdzawe lub żółtawe. Suseł krótkoogonowy jest mniejszy od większości innych susłów z rodzaju Spermophilus.